# ヒッチャー
『ヒッチャー』（原題: The Hitcher）は、サイコ・サスペンス系のアメリカ合衆国の映画。1986年製作、監督はロバート・ハーモン、脚本はエリック・レッド。

## ストーリー
雨の降る夜、砂漠地帯のフリーウェイ。
アルバイトで車の長距離陸送をしている青年ジム・ハルジー（C・トーマス・ハウエル）は、一人のヒッチハイカーを拾う。その男（ルトガー・ハウアー）はジョン・ライダーと名乗り、目的地を訊ねても答えず、不遜な態度でジムを脅かす。やがて、自分は先ほどヒッチハイクをした車の持ち主を惨殺し、ジムにも同じことをするつもりだと語ってナイフを突き付けてきた。何が目的なのかと訊ねるジムに、ライダーは「俺を止めてみろ」と答える。
隙を見てライダーを車から叩き出すことに成功したジムだったが、翌朝、ライダーを乗せた家族連れのワゴン車が自分を追い越して行くのを見る。停車したワゴンに追いついて中をのぞくと、家族連れは残らず惨殺されていた。神出鬼没のライダーは、執拗にジムにつきまとい、彼を沿道での連続殺人の犯人に仕立て上げる。その一方で、ジムをとらえた保安官たちを皆殺しにし、逃走を続けさせようとする。
地元警察の責任者、エストリッジ警部（ジェフリー・デマン）と連絡を取り自首を決意するジムだったが、ライダーの妨害により、ますます追い詰められていく。ただ一人の協力者となった、ドライブインのウエイトレス・ナッシュ（ジェニファー・ジェイソン・リー）とともに激しい警察の追跡を振り切ったジムは、モーテルに逃げ込む。
だが、今度はナッシュがライダーの手に落ち、トレーラーのトラック部とコンテナの間に縛り付けられてしまう。運転席ではライダーがエンジンを吹かしながら駆けつけた警官隊を威嚇し続けている。ライダーの足がブレーキから離れたら、ナッシュは真っ二つだ。
エストリッジの要請でトラックに乗り込んだジムに、ライダーは拳銃を渡して自分を撃つように言う。
果たしてジムは、ライダーを止めることが出来るのか？

## キャスト
| 役名             | 俳優                           | 日本語吹替                                                                 | 日本語吹替 |
| 役名             | 俳優                           | テレビ東京版                                                               |            |
| ---------------- | ------------------------------ | -------------------------------------------------------------------------- | ---------- |
| ジム・ハルジー   | C・トーマス・ハウエル          | 井上和彦                                                                   |            |
| ジョン・ライダー | ルトガー・ハウアー             | 樋浦勉                                                                     |            |
| ナッシュ         | ジェニファー・ジェイソン・リー | 勝生真沙子                                                                 |            |
| エストリッジ警部 | ジェフリー・デマン             | 小林清志                                                                   |            |
| その他           |                                | 中庸助 秋元羊介 嶋俊介 片岡富枝 藤本譲 城山知馨夫 峰恵研 石森達幸 西村知道 |            |
|                  |                                |                                                                            |            |
| 演出             |                                | 小山悟                                                                     |            |
| 翻訳             |                                | 岩佐幸子                                                                   |            |
| 調整             |                                | 小野敦志                                                                   |            |
| 効果             |                                | 遠藤堯雄 桜井俊哉                                                          |            |
| 担当             |                                | 鳥沢真二 （東北新社）                                                      |            |
| 配給             |                                | 東北新社                                                                   |            |
| プロデューサー   |                                | 石川博 中村豊志 （テレビ東京）                                             |            |
| 制作協力         |                                | 武市プロダクション                                                         |            |
| 制作             |                                | テレビ東京 東北新社                                                        |            |
| 初回放送         |                                | 1987年10月29日 『木曜洋画劇場』                                            |            |

## 関連事項
- エリック・レッドはThe Doorsの「Riders On The Stoom」に触発されてこのシナリオを書いた。
- ヒッチャー (2007年の映画) - 2007年に公開されたマイケル・ベイ製作によるリメイク版。主人公はソフィア・ブッシュ演じる女性になっている。